# 젠티 아킬론
젠티 아킬론(프랑스어: Genty Akylone)은 젠티 오토모티브에서 개발한 스포츠카이고생산 댓수는 쿠페 15대, 로드스터 10대이다. 2017년부터 생 푸르캉 쉬르 시울에서 제작되었으며2011년에 개발이 시작되었다.

## 비디오 게임에서의 등장
- 아스팔트 8: 에어본
- 아스팔트 9: 레전드